# Gertrude Langfelder

Gertrude Langfelder, Rollenporträt, 1920

Maria Gertrude Langfelder (* 18. Mai 1884 in Berlin; † 6. Juli 1958 in Bernau) war eine deutsche Schauspielerin, Regisseurin und Hörspielsprecherin.

## Leben
Die Tochter des Berliner Kaufmanns und Verlagsbuchhändlers Heinrich Langfelder (1850–1904) und dessen Ehefrau Meta Sophie Dorothea, geb. Kirsch vulgo Stührmann, ließ sich nach dem Besuch einer Höheren Mädchenschule zur Schauspielerin ausbilden. Erste Stationen ihrer Bühnenlaufbahn waren die Stadttheater von Bromberg und Kolberg.
Von 1907 bis 1937 gehörte sie dem Ensemble des Leipziger Schauspielhauses an. An diesem Privattheater lernte sie ihren späteren Ehemann Fritz Viehweg kennen, den sie 1912 in Berlin heiratete. Der Ehe entstammten zwei Söhne, Friedrich Karl Viehweg und Christian Viehweg, die beide Ende des Zweiten Weltkrieges als Soldaten an der Ostfront fielen.
Auf der Bühne brillierte Gertrude Langfelder sowohl im komischen Fach, als auch im modernen Drama. Sie war eine gefeierte Ibsen Darstellerin. 1930 inszenierte sie am Leipziger Schauspielhaus die Uraufführung von Christa Winsloes bis dahin unbeachteten Theaterstück Ritter Nérestan mit Hertha Thiele in der Rolle der Manuela von Meinhardis. Gertrud Langfelder selbst übernahm die Rolle des Fräulein von Bernburg. Der große Erfolg dieser Inszenierung ebnete den Weg zum Welterfolg des Stückes, das unter dem Titel Mädchen in Uniform 1931 und 1958 verfilmt wurde.
1937 zog sich Gertrude Viehweg-Langfelder ins Privatleben zurück. Gemeinsam mit der ehemaligen Kinderfrau ihrer Söhne, Wilhelmine Erdmann, bezog sie eine Villa am Großen Wukensee bei Biesenthal und eröffnete darin eine Pension, die sie bis kurz vor ihrem Tode führte und in der zahlreiche Schauspielerkollegen und Prominente ihren Urlaub verbrachten. Zudem war sie Stadtverordnete von Biesenthal für Sozialwesen und leitete eine Tanz- und Theatergruppe.
1949 adoptierte sie ein Waisenkind und gab für dessen Erziehung alle öffentlichen Ämter auf. Knapp zehn Jahre später starb sie im Krankenhaus Bernau. Sie wurde auf dem Friedhof von Biesenthal bestattet. In ihrem Grab befindet sich auch die Urne ihres Mannes Fritz Viehweg.

## Hörspiele (Auswahl)
Sendespiele (Hörspielbearbeitungen):
- 1924: Johann Wolfgang von Goethe: Egmont (Klärchen) – Regie: Nicht angegeben (MIRAG)
- 1924: Henrik Ibsen: Peer Gynt. Szenen – Regie: Nicht angegeben (MIRAG)
- 1925: Hermann Bahr: Das Konzert. Lustspiel in 3 Abschnitten (Delfine, Dr. Franz Juras Frau) – Kommentar und Regie: Julius Witte (MIRAG)
- 1926: Johann Wolfgang von Goethe: Der Urfaust. Goethes Faust in ursprünglicher Gestalt (Margarethe) – Regie: Julius Witte (MIRAG)
- 1927: Hanns Johst: Der König (Eine Prinzessin) – Regie: Julius Witte (MIRAG)
- 1927: Franz Werfel: Juarez und Maximilian. Dramatische Historie in drei Phasen und 13 Bildern (Charlotte) – Regie: Josef Krahé (MIRAG, 2 Livesendungen)
- 1927: N. N.: Aus dem Schatzkästlein für die Jugend: Die Himmelfahrt des kleinen Peter (Die Märchenerzählung) – Regie: Hans Peter Schmiedel (MIRAG)
- 1928: Friedrich Schiller, Johann Wolfgang von Goethe, William Shakespeare, Franz Grillparzer: Szenen aus klassischen Dramen – Regie: Hans Peter Schmiedel (MIRAG)
- 1928: Johann Wolfgang von Goethe: Stella (Cäcilie, anfangs unter dem Namen Madame Sommer) – Regie: Josef Krahé (MIRAG)
- 1928: Max Brod: Klarissas halbes Herz. Lustspiel in drei Akten (Gilda Klostermann, Konzertsängerin) – Regie: Hans Peter Schmiedel (MIRAG)
- 1928: Lew Tolstoi: Und das Licht scheinet in der Finsternis (Maria Iwanowna (Mascha)) – Regie: Hans Peter Schmiedel (MIRAG)
- 1929: William Shakespeare: König Lear. Szenen (Goneril (Lears Tochter)) – Regie: N. N. (MIRAG)
- 1929: Gotthold Ephraim Lessing: Minna von Barnhelm (Minna von Barnhelm) – Regie: Hans Peter Schmiedel (MIRAG)

Quelle: ARD-Hörspieldatenbank